# Carlo Cerruti
Carlo Gaudenzio Cerruti (Novara, 13 novembre 1840 – Novara, 19 dicembre 1904) è stato un avvocato e politico italiano.